# Coro, Venezuela
Coro sau Santa Ana de Coro este capitala statului Falcón, un oraș din Venezuela, având o suprafață de 44 km², cu peste 258.264 locuitori, fondat în 1527.  